# Bernhard Förster
Pour les articles homonymes, voir Förster et Forster.
 (avril 2024).
Si vous disposez d'ouvrages ou d'articles de référence ou si vous connaissez des sites web de qualité traitant du thème abordé ici, merci de compléter l'article en donnant les références utiles à sa vérifiabilité et en les liant à la section « Notes et références ».
Bernhard Förster (né le 31 mars 1843 et mort le 3 juin 1889) est un agitateur antisémite,, ancien professeur de lycée originaire de Saxe. Outre ses activités antisémites, il est surtout connu pour avoir été l'époux de la sœur du philosophe Friedrich Nietzsche (celui-ci ayant désapprouvé ledit mariage à cause de la mauvaise opinion qu'il avait de Bernhard).
Fortement influencé par l'ideologie raciale en vogue du XIXe siècle jusqu'à la première moitié du XXe siècle, exilé au Paraguay, il y fonde en 1887 une colonie baptisée « Nueva Germania », en allemand « Neu-Germania », qui ne perdura cependant que jusqu'au suicide de son fondateur, en 1889.

## Biographie
Fils d'un pasteur méthodiste, Bernhard Förster est né à Delitzsch, au nord de Leipzig, dans la Saxe. Bernhard, ainsi que son frère cadet Paul (1844-1925), seront professeurs de lycée. Leur frère aîné, Theodore, deviendra « superintendant » (en français inspecteur ecclésiastique), à Naumburg et Halle, et professeur de théologie à l'Université de Halle.

### Début des activités antisémites
Fervent admirateur de Richard Wagner et devenu un antisémite notoire, Bernhard s'engage, avec son frère Paul, dans le Berliner Bewegung (« Mouvement de Berlin »). Actif dans ce groupe, il est — conjointement avec Max Liebermann von Sonnenberg (1848-1911), politicien et officier prussien, Ernst Henrici, lui aussi instituteur, fondateur du Soziale Reichspartei (« Parti impérial social (de) »), et son frère Paul Förster — l'initiateur de la pétition antisémite qui circula en 1880-1881, et qui lui permet de se forger une réputation politique dans l'empire wilhelmien.
À cette époque, de nombreux petits groupes, défenseurs d'une idéologie ethnocentrique, s'étaient formés à Berlin, comme par exemple la Ligue antisémite de Wilhelm Marr ou le Parti Imperial Social d'Ernst Henrici. Contrairement aux socialistes chrétiens, ces mouvements prônaient un antisémitisme radical, et ponctuaient leur action par des manifestations et des agitations violentes, parmi lesquelles les Émeutes du Nouvel An à Berlin, l'Incendie de la synagogue de Neustettin (18 février 1881), et l’Affaire Kantorowicz.

### L'affaire Kantorowicz
Cette dernière affaire débute le 8 novembre 1880, quand Bernhard Förster et un autre instituteur antisémite, Carl Jungfer, provoquent délibérément les passagers juifs d'une hippomobile berlinoise, leur lançant des propos antisémites; la situation dégénère en un affrontement physique avec un fabricant de liqueurs juif du nom de Edmund Kantorowicz. Förster et Jungfer accusent ce dernier d'agression. Il s'ensuivit une demande de duel, rejetée par Förster, son adversaire n'ayant pas le port d'arme nécessaire. Förster reçut le soutien de la presse conservatrice et antisémite, invoquant des irrégularités présumées dans les pratiques commerciales de Kantorowicz et qualifiant ses produits de « schnaps juif ». Le 30 août 1881, le procès intenté contre Kantorowicz se termine par un verdict de culpabilité et une peine d'emprisonnement d'un mois, le tribunal ayant tenu compte du fait que Förster et Jungfer avaient provoqué l'accusé. En appel toutefois, la peine de Kantorowicz est réduite à une amende de 100 marks, tandis que Förster et Jungfer sont renvoyés de l'enseignement à cause de leur comportement.
Förster s'érige alors en « martyr ». Grâce à son réseau politique, il participe à une série de réunions dans tout l'empire wilhelmien, et ce qu'on appelle alors « l'affaire Kantorowicz » prend une dimension politique, et Förster est présent dans la presse quotidienne, mais aussi au conseil municipal de Berlin et à la Chambre des représentants de Prusse, ce qui divise l'opinion publique. Cette affaire est ainsi symptomatique de l'antisémitisme qui se répandait à l'époque contre ce qui était considéré comme « l'establishment juif de Berlin », en particulier contre le conseil municipal avec sa majorité de gauche.

### Le Paraguay et le mariage

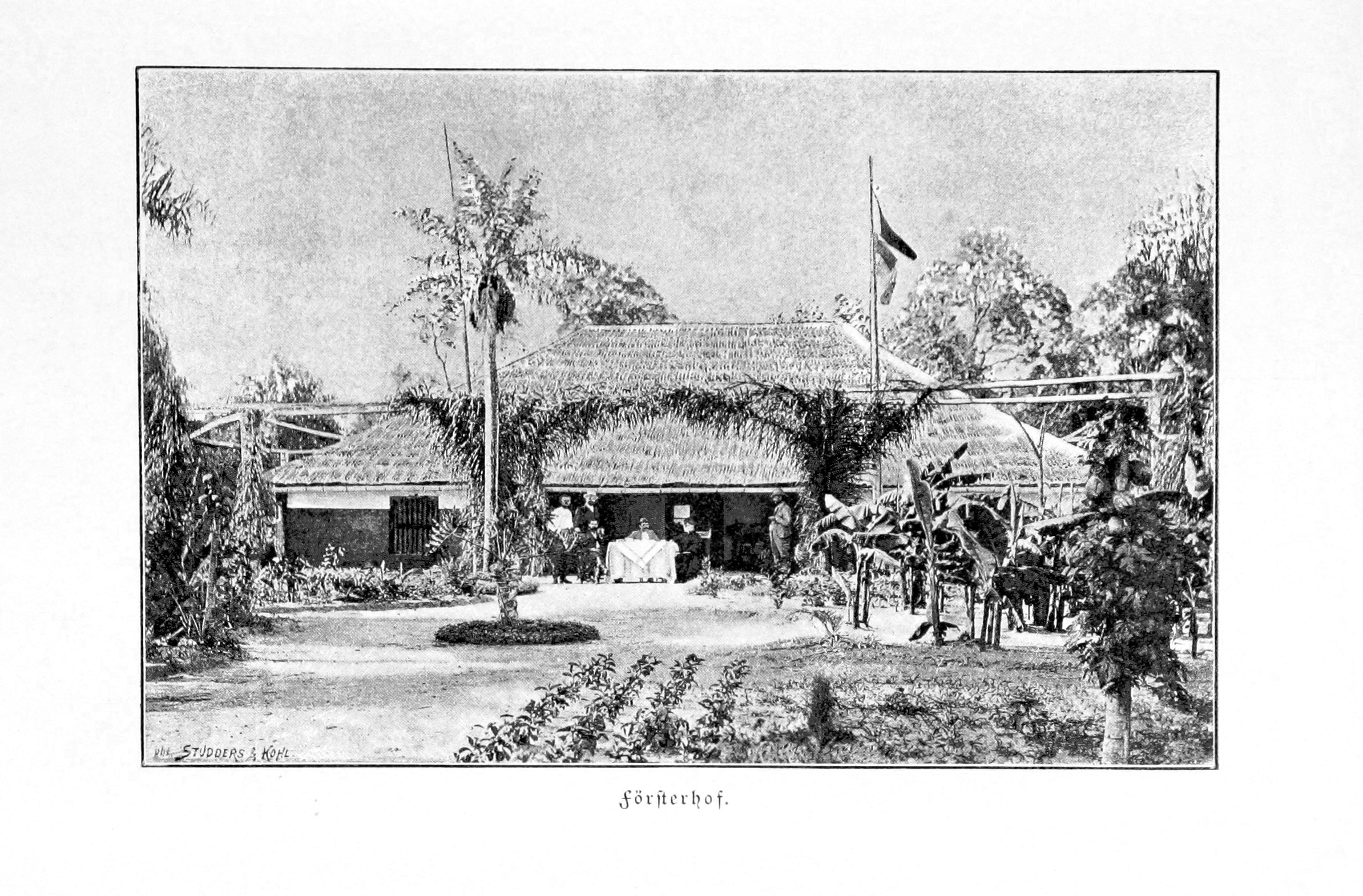
Vue de Neu Germania en 1891.

En 1881, avec Max Liebermann von Sonnenberg, Förster fonde l’Association Populaire, (le « Volksverein »). Bientôt, il fait un voyage en Amérique du Sud et découvre Asunción et le Paraguay. Il imagine alors s'exiler volontairement pour fonder dans ce pays une colonie idéale, dont les préparatifs justifieront un second voyage en 1883. Le 22 mai 1885, Bernhard Förster épouse à Naumburg Élisabeth Nietzsche, la sœur, cadette de deux ans, du philosophe Friedrich Nietzsche — qui aurait cependant souhaité un autre mari pour sa sœur.
En 1886, le couple quitte l'Allemagne pour le Paraguay, avec un groupe de quatorze familles, et le groupe fonde dans la pampa un village baptisé Neu Germania (« Nouvelle Germanie »), inauguré le 23 août 1887. Mais l'acclimatation est difficile et les nouveaux habitant déchantent. Förster devient tyrannique, et les colons l'abandonnent. L'un d'eux publiera un livre aux effets rédhibitoires sur les dons récoltés en Allemagne.
Ruiné par son échec, Försterl se suicide à San Bernardino le 3 juin 1889, en absorbant de la morphine et de la strychnine.